# Nationalparlament Osttimors
Das Nationalparlament Osttimors (tetum Parlamentu Nasionál, portugiesisch Parlamento Nacional de Timor-Leste) ist das gesetzgebende Organ in der Verfassung von Osttimor. Es wurde 2001 eingerichtet, als das Land noch unter der Aufsicht der Vereinten Nationen stand.

## Hintergrund
| Generalsekretäre des Parlaments |                            |                                        |
| Bild                            | Name                       | Amtszeit                               |
|                                 | Adelino Afonso de Jesus    | 2002–2007 (Direktor des Sekretariats)  |
|                                 | ?                          |                                        |
|                                 | Mateus Ximenes Belo        | 2014–2018                              |
|                                 | Adelino Afonso de Jesus    | 2018–2019                              |
|                                 | Cedelizia Faria dos Santos | 13. September 2019 – 24. November 2020 |
|                                 | Adelino Afonso de Jesus    | 24. November 2020 – 13. Juli 2023      |
| -                               | Edgar Sequeira Martins     | seit 13. Juli 2023                     |

Die Partei, die am ehesten eine regierungsfähige Mehrheit aufweisen kann, wird vom Staatspräsidenten beauftragt, die Regierung zu bilden. Die Abgeordneten des Parlaments wählen den Premierminister. Die Sitzungen finden im Parlamentsgebäude in der Landeshauptstadt Dili statt. In Bezug auf die Gesetzgebung hat der Staatspräsident, als direkt gewähltes Staatsoberhaupt, in manchen Bereichen ein Vetorecht, hat aber sonst eher eine zeremonielle Bedeutung. Aufgrund der Entscheidung, die nächsten Wahlen erst Anfang 2007 abzuhalten, hatte das Parlament in der ersten Legislaturperiode 88 Mitglieder, davon 13 direkt gewählte Distriktsabgeordnete. Für spätere Legislaturperioden wurde eine Abgeordnetenzahl zwischen 52 und 65 festgelegt, die alle fünf Jahre gewählt werden.
Die Wahl erfolgt mit geschlossenen Listen. Seit 2007 dürfen nur registrierte Parteien und Wahlbündnisse Kandidatenlisten aufstellen, jedoch müssen Personen auf der Liste nicht der Partei angehören, wodurch auch unabhängige Kandidaten ins Parlament einziehen konnten. Mindestens jeder dritte Platz auf den Wahllisten der Parteien muss von einer Frau belegt sein. Insgesamt müssen 90 Personen auf einer Parteiliste stehen, die 25 letzten Kandidaten sind Ersatzleute für eventuell ausscheidende Abgeordnete. Ebenfalls neu war eine Dreiprozenthürde, so dass Parteien mit einem geringeren Anteil bei den Stimmen nicht ins Parlament einziehen können. 2017 wurde die Hürde auf 4 % erhöht.
Wird ein gewählter Abgeordneter in das Kabinett Osttimors berufen, wird sein Mandat von Gesetz wegen für die Dauer seiner Amtszeit suspendiert. Ein Nachrücker aus der Wahlliste seiner Partei ersetzt ihn. Scheidet das Regierungsmitglied aber innerhalb der Legislaturperiode aus dem Kabinett wieder aus, kann es in das Parlament zurückkehren und der Nachrücker verliert seinen Sitz.
Die Sitze werden nach dem D’Hondt-Verfahren den Listen zugeteilt, wobei der letzte Sitz, im Fall mehrerer gleicher Höchstzahlen, der Partei mit den wenigsten Stimmen zugesprochen wird.
Die weiblichen Abgeordneten haben sich in der Grupo Mulheres Parlamentares de Timor-Leste (GMPTL, deutsch Gruppe der Parlamentarierinnen von Osttimor) organisiert.
Der Generalsekretär des Nationalparlaments ist ein Beamter, der als Leiter der Parlamentsverwaltung fungiert. Früher trug die Position den Namen „Direktor des Sekretariats des Nationalparlaments“, beziehungsweise „Direktor für die Unterstützung des Parlaments“ (portugiesisch Diretor de Apoio Parlamentar).

## Gebäude und Plenum

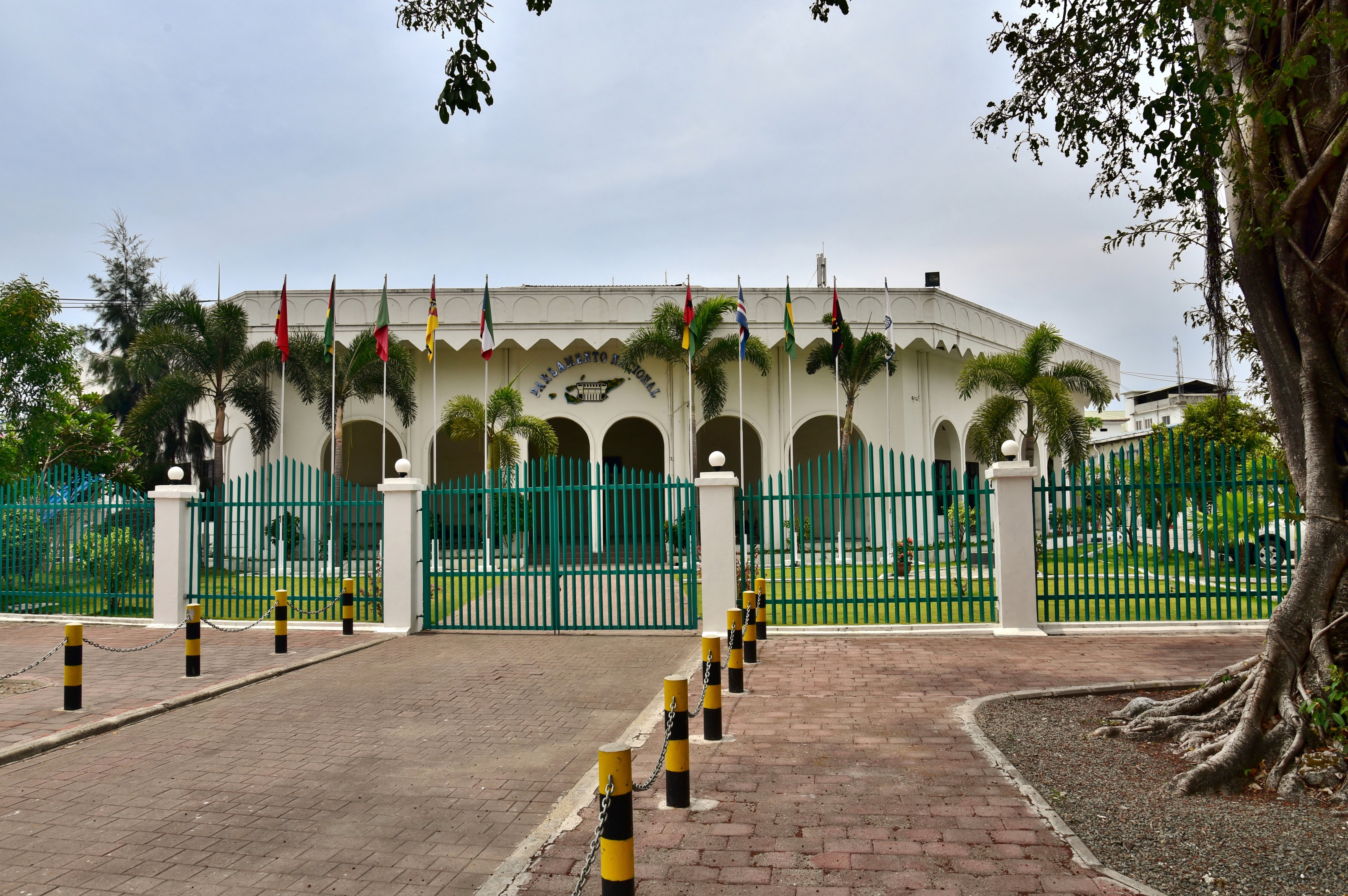
Gebäude des Parlaments mit den Nationalflaggen der CPLP-Mitglieder

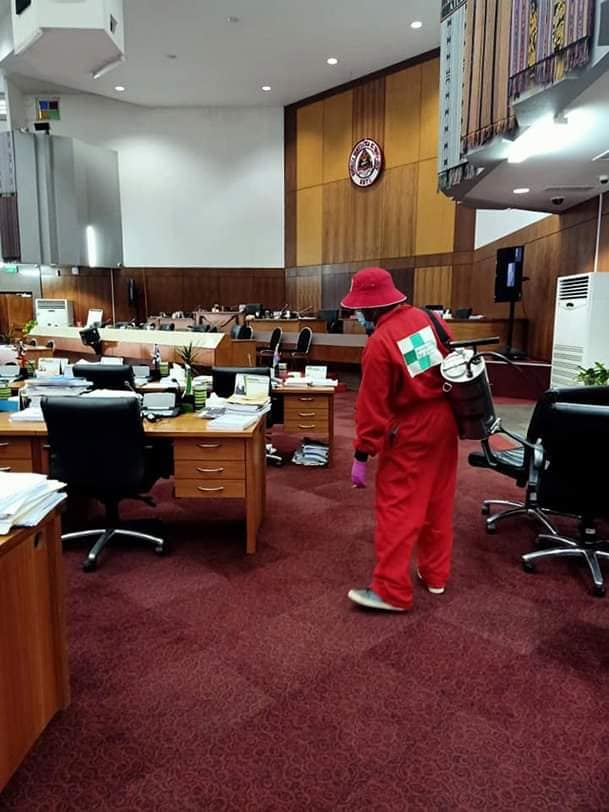
Desinfektion des Plenarsaales während der COVID-19-Pandemie in Osttimor

Das einstöckige, heptagonale Gebäude des Nationalparlaments wurde in den 1990ern während der indonesischen Besatzung gebaut. Es befindet sich auf der Rückseite des Regierungspalastes an der Rua da Cidade de Lisboa. Früher befand sich hier ein Garten, in dem während der portugiesischen Kolonialzeit der Nationalfeiertag Portugals am 10. Juni mit einem Fest gefeiert wurde. Nach dem Einmarsch Indonesiens wurde aus dem Garten zunächst ein Volley- und Basketballplatz. Als das heutige Gebäude des Nationalparlaments gebaut wurde, fanden hier die Sitzungen des Gouverneurs und der Leiter der autonomen Dienststellen, der Verwaltungsbeamten und der Vertreter der Zentralregierung von Timor statt. Die Bögen der Fassade erinnerten die zumeist katholischen Einwohnern Dilis an die Architektur einer Moschee, weswegen das Gebäude bei der Bevölkerung nicht gut ankam. 2001 finanzierte die australische Regierung die Sanierung und Umbau zum Sitz der verfassunggebenden Versammlung, des späteren Parlaments Osttimors.
Das Dach des Sitzungssaals ist erhöht und bildet ein unregelmäßiges Heptagon. An den Wänden des Sitzungssaals hängen Tais, die in ihrem Stil und Motiven jeweils die einzelnen Gemeinden Osttimors repräsentieren. Weitere traditionelle Gegenstände, wie Trommeln oder Suriks verzieren die Räumlichkeiten. Die Regierungsmitglieder finden ihren Sitz auf der Regierungsbank, vor dem Parlamentspräsidium. Die Abgeordneten sitzen entsprechend ihrer Parteizugehörigkeit zusammen. Reden werden vom Sitzplatz aus gehalten. Es gibt kein Rednerpult.
Das Gebäude ist der Öffentlichkeit zugänglich und auch die Sitzungen des Parlaments können von jedem beobachtet werden.
Am 22. August 2016 brannte die Kantine des Parlaments aus. Die Feuerwehr konnte den Brand nach einer halben Stunde löschen. Personen wurden nicht verletzt, aber diverse technische Geräte wurden zerstört.

## Vorgänger unter UN-Verwaltung
Im September 1999 landeten internationale Truppen der INTERFET unter australischer Führung im bis dahin von Indonesien besetzten Osttimor und übernahmen die Kontrolle. Mit der Resolution des Weltsicherheitsrates 1272 wurde die UN-Übergangsverwaltung (UNTAET) am 25. Oktober bemächtigt, ab dem 14. Februar 2000 den Wiederaufbau des Landes zu organisieren und die Militärmission INTERFET abzulösen. Am 17. November 1999 übernahm Sérgio Vieira de Mello als neuer UN-Sondergesandter in Dili seine Aufgabe als Übergangsverwalter Osttimors.
Im Dezember 1999 wurde der 15-köpfige National Consultative Council (NCC) geschaffen, der die Bevölkerung Osttimors in der Verwaltung vertreten sollte. Am 21. Juni 2000 vereinbarten UNTAET und der Conselho Nacional de Resistência Timorense (CNRT) die Neuordnung des NCC. Der National Council (NC) hatte nun 33 Mitglieder, die alle Osttimoresen waren. Die Mitglieder des NCC und des NC wurden von Administrator Mello ernannt. Auch wenn die Auswahl der osttimoresischen Mitglieder de jure Mello zustand, überließ er diese Xanana Gusmão, dem CNRT-Präsident. Gusmão fungierte als Sprecher von NCC und NC.
Am 12. Juli 2000 stellte der NCC ein Übergangskabinett auf.